# La Vie parisienne (film, 1977)
Pour les articles homonymes, voir La Vie parisienne (homonymie).
Pour plus de détails, voir Fiche technique et Distribution.
La Vie parisienne est un film français réalisé par Christian-Jaque d'après l'opéra bouffe homonyme de Jacques Offenbach, livret de Ludovic Halévy et Henri Meilhac, sorti en 1977.

## Fiche technique
- Titre : La Vie parisienne
- Réalisation : Christian-Jaque, assisté de Christian Ardan
- Production : Bavaria Atelier GmbH
- Pays d'origine :  France/ Italie/ Allemagne
- Format : couleur - 1,66:1 - Mono - 35 mm
- Genre : comédie, musical
- Date de sortie : 14 décembre 1977

## Distribution
- Jean-Pierre Darras : le baron de Gondremark
- Martine Sarcey : la baronne de Gondremark
- Evelyne Buyle : Gabrielle la gantière
- Bernard Alane : Gardefeu
- Gérard Croce : Bobinet
- Claire Vernet : Metella
- Dany Saval : Pauline
- Jacques Balutin : Urbain
- Christian Duvaleix : Frick
- Jacques Dynam : Prosper
- Georges Aminel : Le Brésilien
- Claudine Collas : Valentine
- Valentine Ducray : Léonie
- Grégoire Gromoff : Igor
- Jacques Jouanneau : Alfred
- Jacques Legras : Alphonse
- Colin Mann : Worth
- Aurora Maris : Louise
- Jean-Claude Massoulier : Joseph
- Michèle Mellory : Clara
- Jean-Pierre Rambal : Hippolyte
- Olga Valery : Duchesse